# Xixia, Nanyang
Xixia är ett härad som lyder under Nanyangs stad på prefekturnivå i Henan-provinsen i norra Kina.